# Tylonycteris
Tylonycteris is een geslacht van zoogdieren uit de familie van de gladneuzen (Vespertilionidae). De wetenschappelijke naam van het geslacht werd in 1872 gepubliceerd door Wilhelm Peters.

## Soorten
Er worden 6 soorten in dit geslacht geplaatst:
- Tylonycteris fulvida (E. Blyth, 1859)
- Tylonycteris malayana Chasen, 1940
- Tylonycteris pachypus (Temminck, 1840) – Kleinkopbamboevleermuis
- Tylonycteris pygmaea Feng Qing, Li Song, & Wang Yingxiang, 2008
- Tylonycteris robustula O. Thomas, 1915
- Tylonycteris tonkinensis Vuong Tan Tu, Csorba, Ruedi, Furey, Nguyen Truong Son, Vu Dinh Thong, Bonillo, & Hassanin, 2017